# مجید سالک‌محمودی
مجید سالک‌محمودی (درگذشته خرداد ۱۳۶۵) از جمله مخوف‌ترین قاتلین سریالی ایران بود. او قتل‌های خود را بین سال‌های ۱۳۵۹ تا ۱۳۶۴ خورشیدی انجام داد. او مقتولان خود را معمولاً از میان زنان شوهردار انتخاب می‌کرد.

## علت قتل‌ها
یکی از مطلعان پرونده سالک‌محمودی می‌گوید: «مجید به‌دلیل کشیدن چک بدون محل ۲ سال به زندان افتاده‌ بود و بعد از آزادی از زندان، از ارتباط همسرش با پسرخاله خود آگاه شد. اینکه چرا این دو نفر را نکشت هیچ‌وقت مشخص نشد؛ ولی او به همین دلیل تمام زنانی را که فکر می‌کرد و در عمل می‌دید به شوهرانشان وفادار نیستند به همین روش به قتل می‌رساند.»
1. تیر ۱۳۶۴، پاسگاه ژاندارمری آزادی تهران، از کشف جسد زنی که خفه شده‌بود و حدود ۲۵ تا ۳۰ سال داشت، خبر داد.
2. ۱ تیر ۱۳۶۴، پاسگاه ژاندارمری شریف‌آباد ورامین، در ابتدای جاده خاوران کشف جسد زنی ۲۸ ساله را خبر داد.
3. ۱۵ تیر ۱۳۶۴، جسد انیس، کارگر کارخانه، در جاده آستانه–رشت کشف شد. انیس ۳۵ سال داشت.
4. ۲۹ تیر ۱۳۶۴، مأموران کلانتری جوادیه تهران‌پارس، جسد زنی ۳۰ ساله را در کیلومتر ۲۵ جاده آمل کشف کردند.
5. ۵ مرداد ۱۳۶۴، مأموران ژاندارمری کن تهران، به جسد زنی به نام عشرت برخوردند.
6. ۲ مهر ۱۳۶۴، مأموران پاسگاه ژاندارمری کرج، جسد زنی ۵۵ ساله به نام فاطمه را کشف کردند. علت مرگ وی خفگی اعلام شد.
7. ۲۸ مهر ۱۳۶۴، مأموران ژاندارمری «قریه ایلانجیق» اردبیل، جسد دختر ۱۷–۱۶ ساله را کشف کردند. علت مرگ وی خفگی بوده است.
8. ۱۴ آذر ۱۳۶۴، مأموران ژاندارمری بستان آباد، جنازه یخ‌زده پسر بچه‌ای را در کنار جاده و جسد زنی ۲۵ ساله به نام خدیجه را نیز در همان نزدیکی کشف کردند.
9. ۲۸ آذر ۱۳۶۴، با کشف جسد کودک حدود ۹ ماهه‌ای در ساعت ۸ صبح در نزدیکی امامزاده طاهر (کرج)، ماجرا به پلیس گزارش داده‌شد.
10. اندکی بعد جسد منصوره مادر بچه نیز کشف شد. خفگی ناشی از فشردن گلو با طناب علت مرگ او تعیین شد.
11. ۵ دی ۱۳۶۴، پلیس کلانتری ۱۳ خیابان امیرکبیر تهران، تحقیقات خود را برای یافتن سرنخ‌هایی از قتل زنی به نام خیرمقدم آغاز کرد. این زن، با طنابی سفید رنگ و نخی خفه شده‌بود. خیرمقدم ۳۵ ساله‌بود.
12. ۱۷ دی ۱۳۶۴، جسد زنی ۲۵ ساله در تاکستان کشف شد. نام او راضیه بود.
13. ۱۸ دی ۱۳۶۴، پلیس کلانتری ۸ تهران، رسیدگی به قتل زن ۴۰ ساله‌ای به نام پروین را آغاز کرد. وی نیز خفه شده‌بود.
14. ۲۵ دی ۱۳۶۴، ژاندارمری شریف‌آباد قزوین، جسد زنی را در حوالی کوندج یافت که به دلیل خفگی جان سپرده‌بود. تحقیقات بعدی بازپرس قتل حاکی از آن بود که این زن فاطمه نام داشته و در فروشگاه قدس تهران به کار مشغول بوده است. فاطمه ساکن سعادت‌آباد تهران بود.
15. ۲۸ دی ۱۳۶۴، ژاندارمری تاکستان، جسد زنی ۳۲ ساله را کشف کرد. محبوبه معلم بود و خفه شده‌بود.
16. ۳۰ دی ۱۳۶۴، در قریه نرجه تاکستان، جسد زنی ۲۵ ساله که به گزارش پزشک قانونی به علت خفگی جان سپرده‌بود، کشف شد.
17. ۸ بهمن ۱۳۶۴، مأموران ژاندارمری شهرک قدس تهران، در چهارراه میخ‌سازی خیابان پاک‌نژاد، جسد زن ۲۹ ساله‌ای را کشف کردند. علت مرگ وی خفگی اعلام شد. نام او ناهید و کارمند بیمارستان بود.
18. ۱۱ بهمن ۱۳۶۴، جسد زنی ۴۵ ساله که با طناب سفید رنگ یک متری خفه شده‌بود در بستان آباد کشف شد.
19. ۱۲ بهمن ۱۳۶۴، مأموران ژاندارمری کن تهران، جسد زنی را کشف کردند که بر اثر خفگی جان سپرده‌بود. نام او قدوس بود.
20. ۱۷ بهمن ۱۳۶۴، مأموران ژاندارمری اوین تهران، جسد زنی حدود ۴۰ ساله را که با طناب سفید رنگی خفه شده‌بود، یافتند. معصومه ۴۱ سال داشت. خواهر معصومه، به مأموران گفته‌بود که وقتی خواهرش سوار یک وانت‌بار بوده متوجه شده‌بود شورلت ایران سبز رنگی مجهز به بی‌سیم با راننده لاغر اندامی در تعقیب اوست. راننده که حدود ۳۲ ساله به نظر می‌آمد به معصومه گفته‌بود که از طریق بی‌سیم ماشین‌اش حرف‌های او و راننده وانت را شنیده است. وی حتی کارتی هم به معصومه نشان داده‌بود.

۲۴ بهمن ۱۳۶۴ مأموران گشت شعبه اول آگاهی موفق شدند در میدان بهارستان تهران شورلت ایران سبز رنگی را متوقف و شناسایی کنند. راننده میانسال بود و لهجه آذری داشت. مأموران در جستجوی ماشین، لباس‌های زنانه متعدد و همچنین شمار قابل توجهی طناب سفید رنگ یک متری را از داخل موتور ماشین خارج کردند.

## خودکشی قاتل
احمد محققی در کتاب خود با نام آخرین شکار قاتل دربارهٔ مرگ مجید سالک‌محمودی که در اختیار دادستانی وقت تهران بود می‌نویسد: «ساعت ۲۱ و ۳۰ دقیقه هشتم خرداد ۶۵، درحالی‌که عازم مأموریتی بودم و از خیابان‌های نزدیک دادسرا می‌گذشتم، پیام رسید که فوراً با دادسرا تماس بگیرم. وقتی به دادسرا آمدم نگهبان گفت که گویا یک نفر زندانی در زندان قصر خودکشی نموده است. با زندان قصر تماس تلفنی گرفتم. رئیس زندان سرگردی بود که با ناراحتی بسیار اعلام نمود مجید در بند مجرد خودش را کشته است.»